# 科迪 (佛羅里達州)
科迪（英語：Cody）是位於美國佛羅里達州傑佛遜縣的一個非建制地區。該地的面積和人口皆未知。

## 地理
科迪的座標為30°21′39″N 84°03′04″W / 30.36083°N 84.05111°W，而該地的平均海拔高度為10米（即33英尺）。